# Downing Street

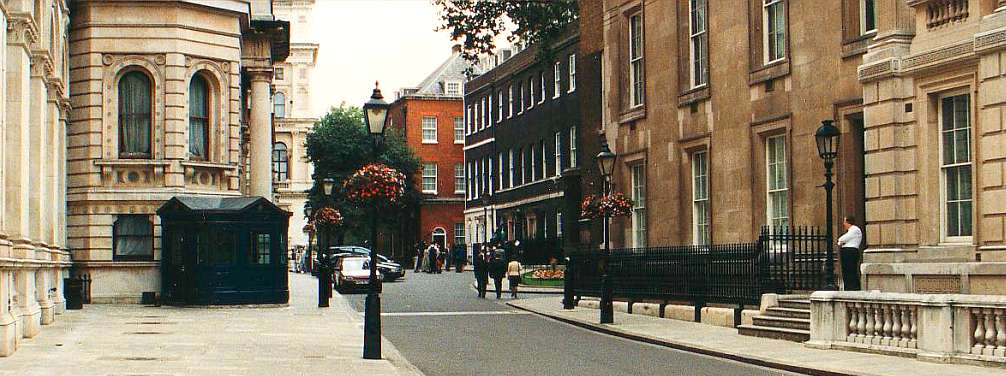
Downing Street mot väster. Foreign and Commonwealth Office är till vänster, det röda huset är nr 12, de mörka husen är nr 11 och nr 10 (närmare, och delvis skymd), och byggnaden till höger är Barry-flygeln av Cabinet Office, som har sin huvudfasad mot Whitehall.

Downing Street är en sidogata i Westminster i London, England som i över 300 år har inrymt officiella residens åt två av de högsta brittiska ministrarna: Förste skattkammarlord, ett ämbete nu synonymt med Storbritanniens premiärminister och Andre skattkammarlord, ett ämbete som innehas av finansministern. Den ligger i en återvändsgränd utanför Whitehall och är 200 meter lång och några minuters promenad från Westminsterpalatset. Gatan anlades på 1680-talet av George Downing (1632-1689) på platsen för en herrgård som hette Hampden House. Husen på västra sidan av gatan revs på 1800-talet för att göra plats åt regeringskansliet, som nu upptas av Foreign and Commonwealth Office.
Premiärministerns officiella residens är 10 Downing Street, finansministerns officiella residens ligger granne, på Nummer 11. Regeringens chefsinpiskare har officiellt residens på Nummer 12. Med tiden kom regeringskontor och tjänstemän att ockupera de flesta av gatans radhus. Husen på södra sidan av gatan revs på 1800-talet för att ge plats åt regeringskontor som nu upptas av Utrikes-, Samväldes- och Utvecklingskontoret. Mittemot, på en del av gatan, låg regeringskansliet, som ursprungligen var finansdepartementet, och som vette mot Whitehall.
Begreppet "Downing Street" används också som en metonymi för premiärministern eller den brittiska regeringen mer allmänt.

## Historia

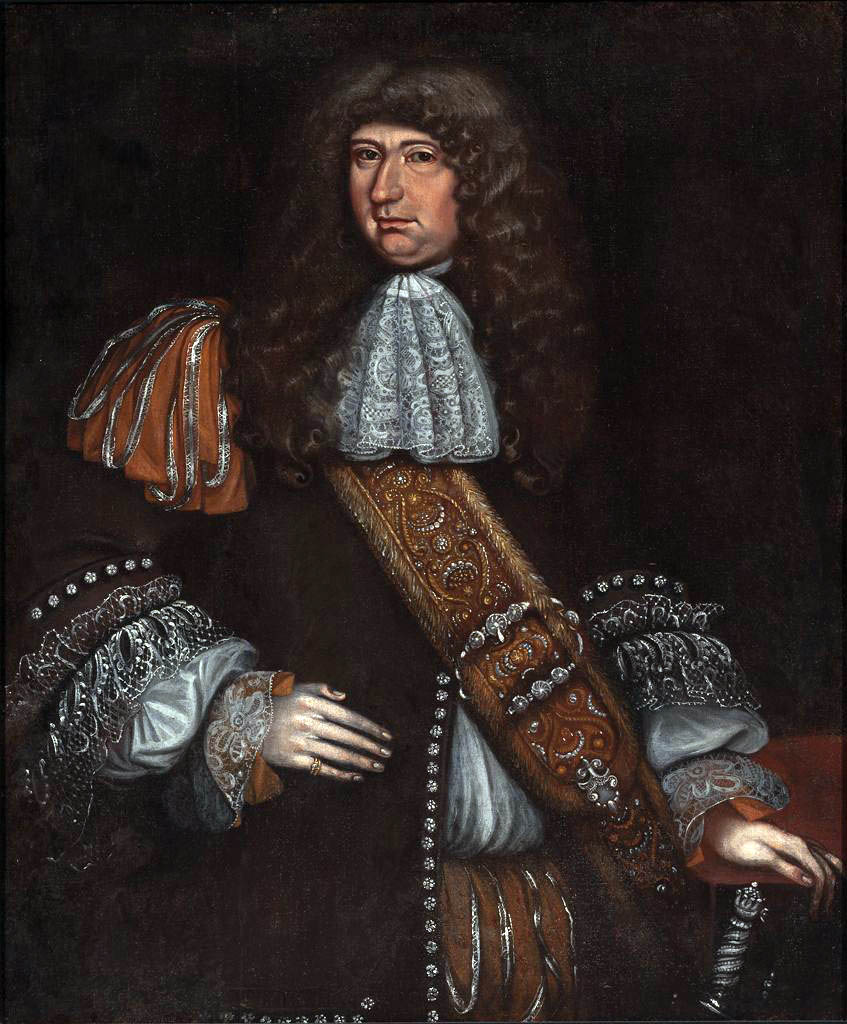
Sir George Downing, 1:e baronet

Gatan byggdes på 1680-talet av Sir George Downing, 1:e baronet, på platsen för herrgården Hampden House. Lite är känt om vad som fanns på platsen före herrgården, men det finns bevis för ett brygghus som kallades "The Axe", som ägdes av klostret i Abingdon, och guldsmeden Everard Everdyes.
Downing var en soldat och diplomat som tjänstgjorde under Oliver Cromwell och kung Karl II, och som investerade i fastigheter och skaffade sig betydande rikedomar. År 1654 köpte han marken öster om St James's Park, intill "the House at the Back" och inom gångavstånd från parlamentet. Downing planerade att bygga en rad radhus "för personer av god kvalitet att bo i". Familjen Hampden hade dock ett hyresavtal som hindrade dem från att bygga i 30 år. När Hampdens hyresavtal löpte ut fick Downing tillstånd att bygga längre västerut för att dra nytta av den senaste utvecklingen. Den nya avtalet som utfärdades 1682 lyder: "Sir George Downing ... [bemyndigas] att bygga nya och fler hus längre västerut på de grunder som beviljats honom genom patentet av 1663/4 den 23 febr. Föreliggande upplåtelse är på grund av att nämnda Cockpit eller större delen därav sedermera är riven; men den skall vara underkastad det förbehållet, att den inte byggs närmare än 14 fot från muren till nämnda park vid dess västra ände."
Mellan 1682 och 1684 byggde Downing en återvändsgata med tvåvåningshus med vagnshus, stall och utsikt över St James's Park. Hur många han byggde är oklart; De flesta historiker säger 15, andra säger 20. Adresserna ändrades flera gånger; Nummer 10 var numrerat 5 ett tag och numrerades om 1787. Downing anställde Sir Christopher Wren för att rita husen. Även om de var stora, sattes de upp snabbt och billigt på mjuk jord med grund grund. Fasaderna hade fasader med linjer målade på ytan som imiterade murbruk. Winston Churchill skrev att Nummer 10 var "skakig och lätt byggd av den profiterande entreprenören vars namn de bär".

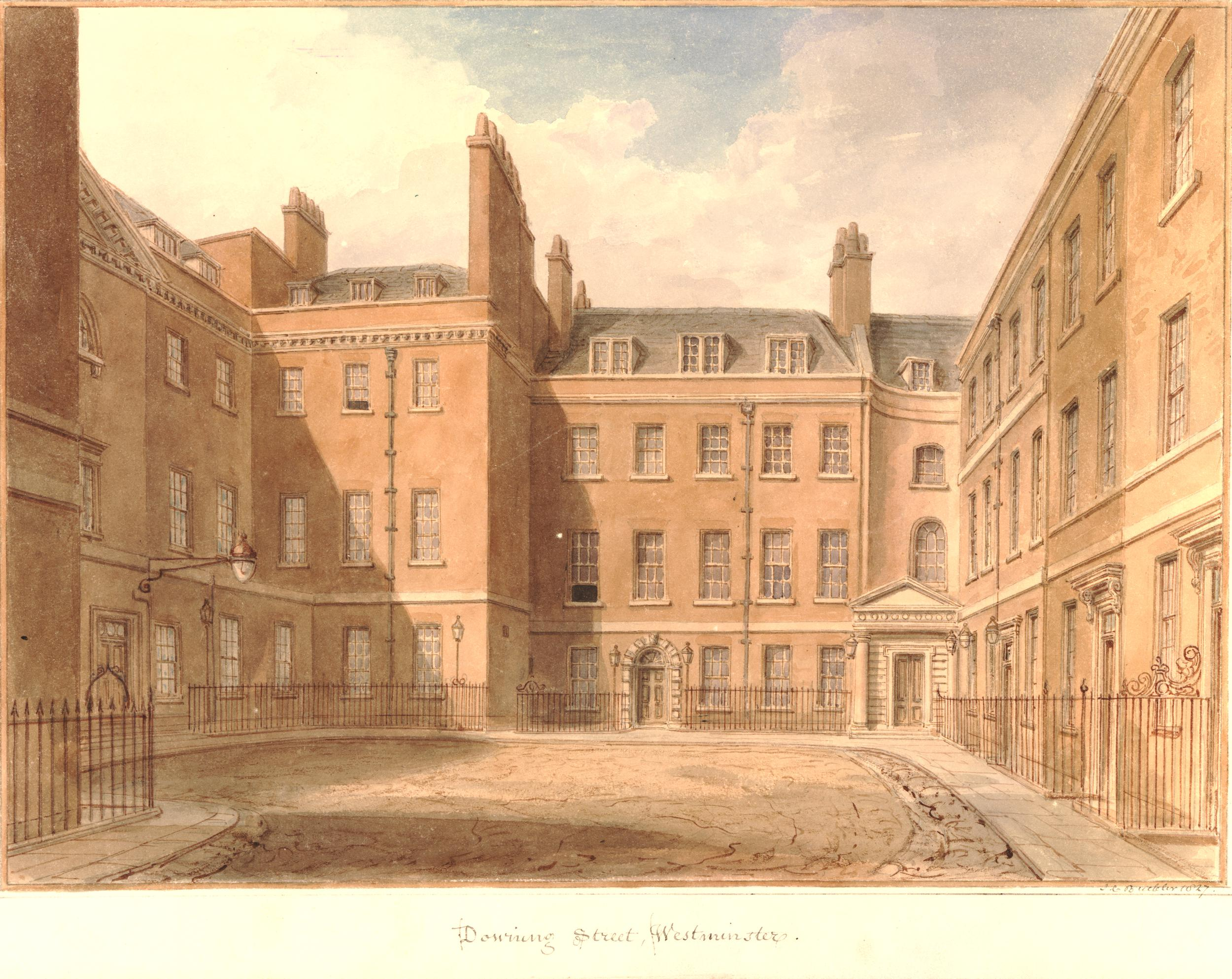
Vy över det gamla utrikesdepartementet och andra byggnader på Downing Street i en akvarell från 1827 av John Chessell Buckler

Den övre delen av Downing Street-återvändsgränden stängde tillgången till St James's Park, vilket gjorde gatan tyst och privat. En annons från 1720 beskrev det som "en ganska öppen plats, särskilt i övre ändan, där det finns fyra eller fem mycket stora och välbyggda hus, lämpliga för personer av heder och kvalitet; varje hus har en angenäm utsikt över St James's Park, med en Tarras Walk". Husen hade flera framstående invånare. Grevinnan av Yarmouth bodde på Nummer 10 mellan 1688 och 1689, Lord Lansdowne från 1692 till 1696 och earlen av Grantham från 1699 till 1703. Dagboksförfattaren James Boswell hyrde rum på Downing Street under sin vistelse i London 1762–63 mot en hyra på 22 pund per år. Han berättar att han hade att göra med prostituerade i den intilliggande parken.
Downing bodde förmodligen aldrig i sina radhus. År 1675 drog han sig tillbaka till Cambridge, där han dog några månader efter att husen stod klara. Hans porträtt hänger i entréfoajén till det moderna Nummer 10.
Downing College, Cambridge grundades år 1800 enligt villkoren i ett testamente av Sir George Downing, 3:e baronet (död 1749). En dörr från Nummer 10 är i bruk på skolan.
Husen mellan Nummer 9 och Whitehall förvärvades av regeringen och revs 1824 för att möjliggöra byggandet av Privy Council Office, Board of Trade och Treasury Offices. År 1861 ersattes husen på södra sidan av Downing Street av specialbyggda regeringskontor för utrikesdepartementet, Indiendepartementet, kolonialdepartementet och inrikesministeriet.

## Husen

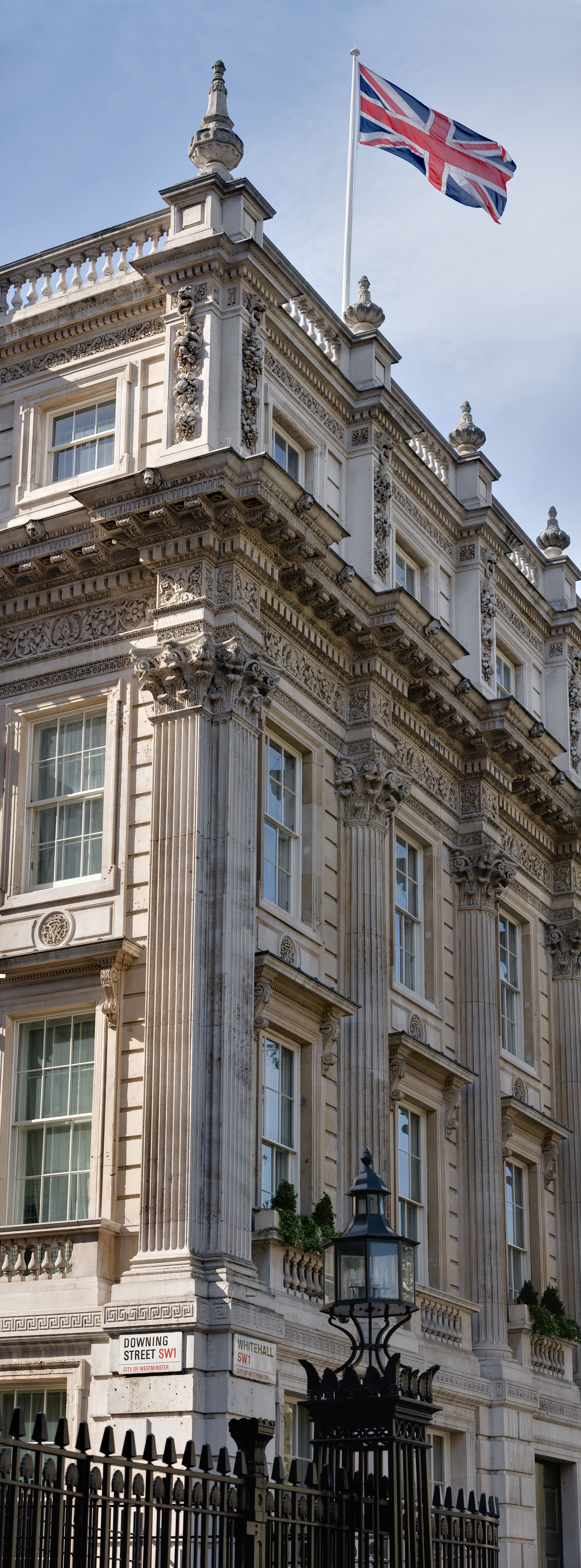
Hörnet av Downing Street och Whitehall

- 1-8 Downing Street var husen mellan Nummer 9 och Whitehall som togs över av regeringen och revs 1824 för att möjliggöra byggandet av Privy Council Office, Board of Trade och Treasury kontor.
- 9 Downing Street är platsen för Downing Street Press Briefing Room. Den innehade tidigare ämbeten för tidigare ministerier, som sedan dess har upplösts eller flyttats. Sedan 2014 har det inrymt chefsinpiskarens kontor, även om deras officiella adress förblev nr 12.[12]
- 10 Downing Street är det officiella residenset för Förste skattkammarlord, Storbritanniens premiärminister. De två rollerna har innehafts av samma person sedan 1720-talet nästan utan undantag. Den har fyllt denna roll sedan 1735. Från början var det tre hus, men Nummer 10 erbjöds Sir Robert Walpole av kung George II 1732 och innehåller nu cirka 100 rum. En privatbostad upptar tredje våningen och det finns ett kök i källaren. På de andra våningarna finns kontor och konferenser, reception, vardagsrum och matsalar där premiärministern arbetar och där ministrar, nationella ledare och utländska dignitärer möts och underhålls. På baksidan finns en innergård och en terrass med utsikt över en trädgård på 0,5 tunnland (2 000m2). Andra invånare på 10 Downing Street är premiärministerns maka med familj, Downing Streets kommunikationsdirektör och Högste musfångare för regeringen.
- 11 Downing Street har varit det officiella residenset för andre skattkammarlord, finansministern sedan 1828. Residenset byggdes bredvid premiärministerns officiella residens på Nummer 10 år 1682.
- På 12 Downing Street, som tidigare var Chief Whip's Office, finns premiärministerns presstjänst, enheten för strategisk kommunikation och enheten för information och forskning. På 1820-talet beboddes det av Judge Advocate-General, även om det förblev i privat ägo. Det kom i statlig ägo när det köptes av Ostindiska kompaniet 1863 och beboddes av marin- och järnvägsavdelningarna i Board of Trade. Den skadades svårt i en brand 1879 och genomgick ytterligare förändringar.
- 13 Downing Street var ursprungligen en del av 12 Downing Street innan bostadsområdet delvis byggdes om och numrerades om 1876.
- 14 Downing Street stängde tidigare av den västra änden av gatan. Det hyrdes ut som stadshus från 1723 till 1797. Den förvärvades av kronan 1798 och användes av War Office och Colonial Office på 1800-talet. Vissa delar revs på 1860-talet och 1876 hade den tagits bort helt.
- 15–20 Downing Street, som sedan länge är riven, var en gång i tiden hus som ledde upp till Horse Guards Road. 15-16 inrymde tidigare utrikesdepartementet, som också huserade i två hus på södra sidan av gatan. 18 var ockuperat av Västindiska avdelningen av kolonialkontoret och 20 var ockuperat av Tiondekommissionen.

Husen i slutet av gatan var placerade runt Downing Square.
Det brukade finnas en pub, Rose and Crown, på Downing Street. År 1830 var hyresgästen en Mr Dixon.
Under hela husens historia har ministrar levt i samförstånd i de rum de ansett nödvändiga. Vid några tillfällen har Nummer 11 inte innehafts av finansministern utan av den person som anses vara den nominella vice premiärministern (oavsett om de faktiskt tog titeln eller inte); Detta var särskilt vanligt i koalitionsregeringar. Ibland använder en minister bara lägenheten på Downing Street för formella tillfällen och bor någon annanstans.
År 1881 bosatte sig William Ewart Gladstone i Nummer 10, 11 och 12 för sig själv och sin familj. Han var både finansminister och premiärminister vid den tiden.
Efter valet 1997, där Labour tog makten, genomfördes ett byte mellan de nya sittande innehavarna på de två titlarna; Tony Blair var en gift man med tre barn som bodde hemma, medan hans motpart Gordon Brown var ogift när han tillträdde. Även om Nummer 10 var premiärministerns officiella bostad och innehöll premiärministerns kontor, flyttade Blair och hans familj faktiskt in i det rymligare Nummer 11, medan Brown bodde i de mer torftiga lägenheterna i Nummer 10. Detta var andra gången detta hände; Stafford Northcote bodde i Nummer 10 vid ett tillfälle, medan Benjamin Disraeli bodde i Nummer 11. Det var av precis samma anledning – på den tiden var Nummer 10 den rymligare lägenheten och Sir Stafford hade en större familj. Blairs och Browns arrangemang fortsatte mellan Brown (på Nummer 11) och Alistair Darling (på Nummer 10), och fortsatte i Camerons ministär (med David Cameron i Nummer 11 och George Osborne i Nummer 10) och under Theresa Mays premiärministerskap, med Theresa May i Nummer 11 och Philip Hammond i Nummer 10. Boris Johnson bodde på samma sätt på Nummer 11.

## Säkerhetsgrindar

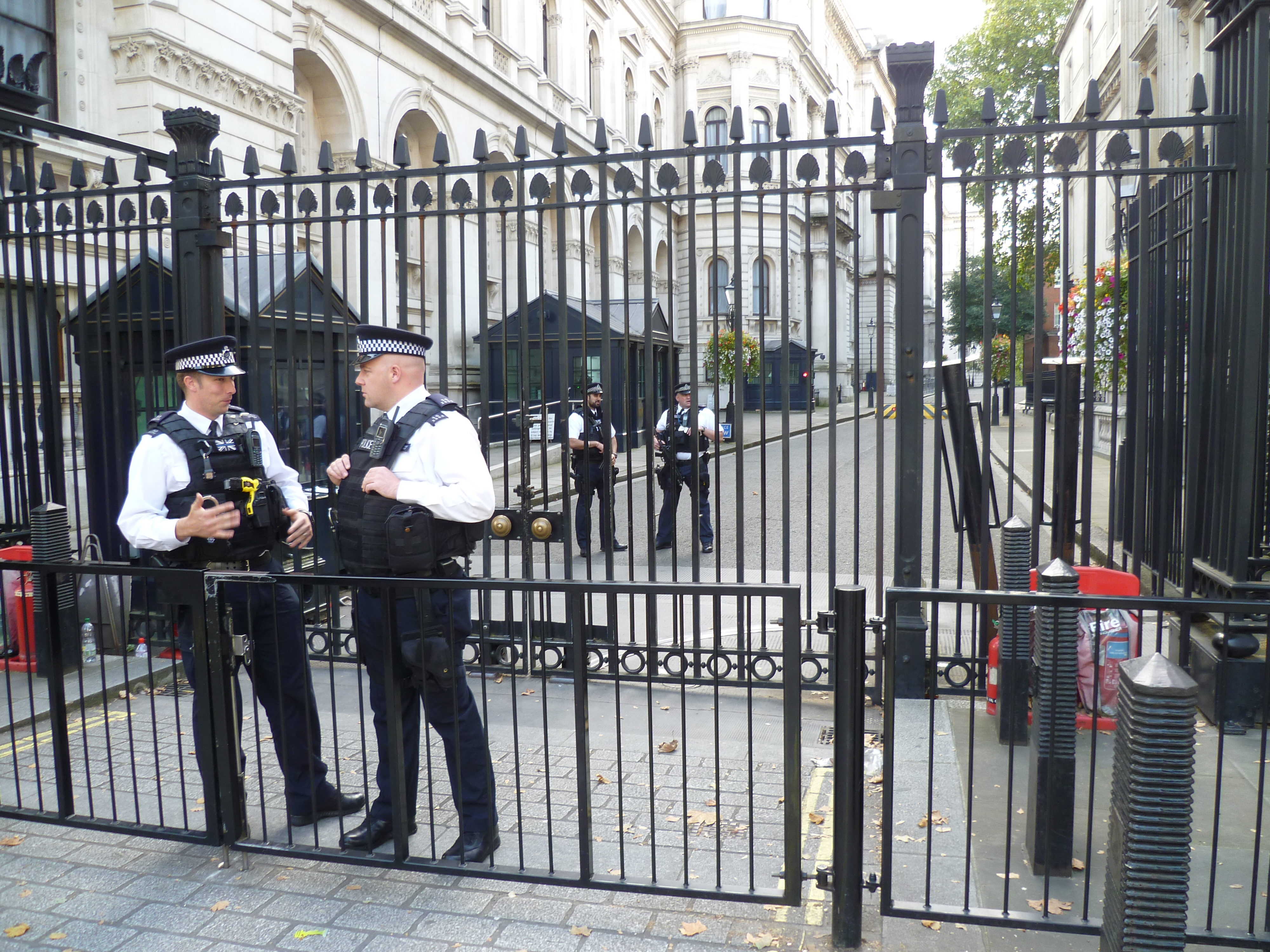
Stålgrindarna framför ingången

Barriärer restes vid St James's Parks ände av gatan för avtäckningen av Kenotafen den 11 november 1920. De var en allmän säkerhetsåtgärd för att förhindra att folkmassorna i Whitehall blev för täta.
När rörelsen för irländsk självständighet blev allt våldsammare beslöts det att behålla barriärerna, som restes och förstärktes. Den 26 november 1920 påbörjades byggandet av en träbarrikad, 2,4 meter hög, i slutet av gatan. De beskrevs som av "substantiell karaktär" monterade på ordentliga fundament och inkorporerade fordonsgrindar. Barriärerna togs ner 1922 när Irländska fristaten skapades.
Framkomligheten för fordon begränsades 1973 när metallbarriärer placerades över infarten till gatan. År 1974 föreslog Metropolitan Police att man skulle sätta upp en halvpermanent barriär mellan trottoaren och körbanan på utrikesdepartementets sida för att hålla fotgängare borta från huvuddelen av gatan. Förslaget kom med försäkringar om att turister fortfarande skulle tillåtas att fotografera vid dörren till Nummer 10. Premiärministern Harold Wilson avvisade förslaget, eftersom han ansåg att det skulle framstå som en oacceptabel inskränkning av allmänhetens frihet. Wilsons privatsekreterare skrev: "Jag beklagar djupt denna ytterligare urholkning av engelsmannens rätt att vandra som han vill på Downing Street."
År 1982 begränsades framkomligheten ytterligare med hjälp av räcken och en demonterbar grind. De ersattes av svarta stålgrindar 1989. Den ökade säkerheten berodde på ett ökat våld, särskilt från IRA under oroligheterna. Thatchers ministär var särskilt angelägen om att öka säkerheten efter mordet på Lord Mountbatten 1979. Stålgrindarna hindrade emellertid inte IRA från att attackera premiärministerns bostad 1991 med mörsare, och tvinga de närvarande regeringsmedlemmarna att ta skydd under ett bord.
2004 förstärktes grindarna ytterligare med en hydraulisk barriär som kan fällas upp för att hindra självmordsbombningar.
Tillträde genom dessa grindar ledde till en politisk skandal känd som Plebgate (eller Gategate), som startade i september 2012. Den utlösande faktorn var ett gräl mellan den konservative chefsinpiskaren Andrew Mitchell och de poliser som var i tjänst vid dessa grindar. Mitchell var tvungen att avgå som regeringens Chief Whip på grund av händelsen.
På eftermiddagen den 25 maj 2023 skadades grindarna när en bil körde in i dem. Premiärministern var inne i huset vid tillfället. En man greps av polis och händelsen var inte terrorrelaterad.

### Allemansrätt

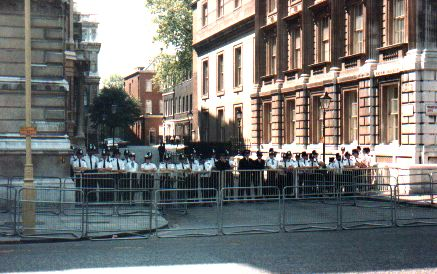
Downing Street i slutet av 1980-talet, innan grindarna installerades

Tekniskt sett har den allmänna rätten till väg längs Downing Street inte försvunnit och inte heller blivit föremål för ett grindbeslut, och vägen behåller sin status som en allmän väg som upprätthålls av Westminster City Council. Allmänhetens tillgång begränsades genom att man förlitade sig på common law-befogenheter för att förhindra brott mot freden (även om dess laglighet har ifrågasatts av en korrespondent för tidskriften New Statesman). År 2005 använde Westminster City Council de befogenheter mot terrorism som ingår i Civil Contingencies Act 2004 för att formalisera restriktionerna genom en trafikledningsorder. Detta leder underförstått till att Downing Street är otillgängligt för allmänheten eftersom polisen endast ger tillträde till schemalagda besökare, innehavare av parlamentspass och medlemmar av den ackrediterade pressen.
Även om Downing Streets regeringsbyggnader och område är en utsedd plats enligt Serious Organized Crime and Police Act 2005 för kriminellt intrång, ingick gatan inte i gränserna för det utsedda området.

### Säkerhet
Sedan 1989 har man krävt att man passerar en säkerhetskontroll för att komma in på Downing Street. Gatan patrulleras av beväpnad polis från Diplomatic Protection Group, och det brukar stå minst en polis utanför ytterdörren till Nummer 10. Säkerheten skärptes efter att 10 Downing Street bombades av IRA 1991 och igen efter 11 september-attackerna.